# Thabo Mbeki
Thabo Mvuyelwa Mbeki (Idutywa, 18 de junio de 1942) es un político sudafricano que se desempeñó como el segundo presidente demócrata de Sudáfrica desde el 14 de junio de 1999 hasta el 24 de septiembre de 2008, cuando renunció a petición de su partido, el Congreso Nacional Africano (ANC).  Antes de eso, fue vicepresidente durante el gobierno de Nelson Mandela entre 1994 a 1999. 

## Biografía
Nacido en la región Transkei de Sudáfrica (etnia xhosa), Mbeki es el hijo de Epitanette y Govan Mbeki (1910-2001), ambos profesores. Sus padres fueron activistas del Congreso Nacional Africano (CNA) siendo su padre, además, del Partido Comunista de Sudáfrica. Mbeki tiene un máster en Economía de la Universidad de Sussex. Durante la época del apartheid fue hecho prisionero y debió pasar varios años de exilio en el Reino Unido, regresando a su país luego de la liberación de Nelson Mandela.
Mbeki es miembro del CNA desde los 14 años, siendo su representante en el extranjero desde 1967. Fue nombrado jefe de la oficina de información del CNA en 1984 y de su oficina de asuntos internacionales en 1989. Fue elegido diputado de Sudáfrica en mayo de 1994 al celebrarse las primeras elecciones con sufragio universal. Fue elegido sucesor de Nelson Mandela como presidente del CNA en diciembre de 1997 y como presidente de la república tras las elecciones de 1999 (asumiendo el cargo el 16 de junio); fue reelecto para un segundo período en abril de 2004.
Mbeki ha liderado la creación del programa económico NEPAD y de la Unión Africana y ha tenido gran influencia en las negociaciones de paz en Ruanda, Burundi y la República Democrática del Congo. Ha sido una de los abanderados en la difusión del concepto del Renacimiento Africano.
Durante las negociaciones posteriores a la liberación de Nelson Mandela, que finalmente condujeron en 1994 a las primeras elecciones con sufragio universal en Sudáfrica, Mbeki fue la persona encargada de la parte económica de estas negociaciones. A la postre, las concesiones realizadas durante estas negociaciones económicas, condujeron a la imposibilidad de hecho para poner en práctica las promesas realizadas por el Congreso Nacional Africano de redistribución de la riqueza, quedando la mayor parte de la riqueza del país en manos de sus antiguos propietarios, los blancos que durante años amasaron estas riquezas gracias al apartheid.
Thabo Mbeki reorientó el CNA al centro y criticó abiertamente a sus aliados de la Alianza Tripartita (CNA, Cosatu, Partido Comunista), a los que había calificado de "ultraizquierdistas".
En septiembre de 2008 coaccionó al líder de la liberación de la vecina Zimbabue Morgan Tsvangirai del MDC (Movement for Democratic Change) para aceptar un acuerdo de unidad nacional con el presidente Robert Mugabe, considerado por sus opositores un dictador y responsable de incontables crímenes contra la humanidad.

## Thabo Mbeki y el debate sobre el VIH
Durante su mandato como presidente de Sudáfrica, Thabo Mbeki cuestionó el consenso científico oficial de que el sida es causado por un virus, el VIH, y que los medicamentos antirretrovirales puedan salvar las vidas de los supuestos seropositivos. En lugar de ello, planteó un debate entre los puntos de vista de un pequeño grupo de científicos disidentes, que exponen otras causas para el sida y aquellos científicos que apoyan la versión oficial. Dicho debate aconteció en la celebración de la 1.º y 2.º reuniones de la XIII Conferencia Internacional Sobre el SIDA (mayo y agosto de 2000)
Su ministra de salud durante todo su mandato fue Manto Tshabalala-Msimang, defensora de remedios naturales y caseros, como "ajo, remolacha y limón". Ante las críticas incluyó en el equipo del ministerio, en su segundo mandato, a figuras reconocidas contra el SIDA, como Nozizwe Madlala-Routledge. Sin embargo solo la mantuvo tres años en el cargo, cesándola tras defender su postura a favor de los métodos científicamente probados en el extranjero y oponiéndose así a Tshabalala-Msimang.

## Renuncia al CNA
El 20 de septiembre de 2008, el Congreso Nacional Africano solicitó su dimisión por haber conspirado contra el líder de la formación, Jacob Zuma, para que fuera procesado por corrupción. Zuma había sido destituido como Vicepresidente en 2005 tras ser procesado un asesor financiero de su departamento. Zuma fue exonerado de responsabilidad por el Tribunal Superior de Petermaritzburg el 12 de septiembre de 2008. La lucha interna dentro del Congreso Nacional Africano se desató en diciembre de 2007 cuando Zuma se impuso a Mbeki.
Mbeki negó las acusaciones y las calificó de insultos, sin respaldo en hechos probados. No obstante aceptó dimitir antes de finalizar su mandato.
El 25 de septiembre de 2008 fue sustituido por Kgalema Motlanthe, vicepresidente del Congreso Nacional Africano.
Thabo Mbeki es muy crítico con las operaciones militares de los países occidentales contra Libia en 2011: "Pensábamos que por fin habíamos puesto fin a quinientos años de esclavitud, imperialismo, colonialismo y neocolonialismo (...). (...) Pero las potencias occidentales se han arrogado de forma unilateral y descarada el derecho a decidir el futuro de Libia. El presidente de la Unión Africana, Jean Ping, afirma que esta postura es "ampliamente compartida" por los africanos.